# La Couleur du vent
La Couleur du vent est un film français réalisé par Pierre Granier-Deferre, sorti en 1988.

## Fiche technique
- Titre français : La Couleur du vent
- Réalisation : Pierre Granier-Deferre, assisté de Dominique Brunner
- Scénario : Brigitte Fiore, adapté par Pierre Granier-Deferre et Jean-Marc Roberts
- Photographie : Pascal Lebègue
- Décors : Philippe Turlure
- Musique : Philippe Sarde
- Montage : Jean Ravel
- Coordinateur des combats et des cascades : Claude Carliez et son équipe
- Sociétés de production : Ciné Cinq - La Générale d'images - Paradis Films
- Pays de production :  France
- Durée : 81 minutes
- Date de sortie : 2 novembre 1988

## Distribution
- Élisabeth Bourgine : Louise
- Philippe Léotard : Paul
- Fabrice Luchini : Serge
- Jean-Pierre Bisson
- Jean-Pierre Léaud : Decourt
- Christine Pascal : Hélène Plazy
- Lucienne Hamon
- Anna Massey
- Pascal Greggory : Simoni